# Messehagel
Messehagel (latin: casula) er en liturgisk overbeklædning, som bruges af præster under nadveren og ved højtider. Messehagelen er formet som en kort, farverig kappe uden ærmer og åben i siderne som en heroldkappe eller poncho. Under messehagelen bærer præsten en hvid kjortellignende dragt, som når til anklerne og ikke må forveksles med en præstekjole, selv om mange kalder den det.

## Oprindelse
Skikken med brug af messehagel i den lutherske kirke stammer fra den katolske kirke, har sin oprindelse i antikkens dagligdragt. I de første tusind år af kirkens historie var hvid den væsentligste farve i tekstilerne. I Norge er der bevaret messehagler fra 1500-tallet, blandt andet en, som dateres til ca. 1500 fra Lunder kirke på Sokna i Ringerike kommune, som opbevares ved Nasjonalmuseet for kunst, arkitektur og design i Oslo, og en sort messehagel givet som gave til Holt kirke i Sydnorge i 1753.

## Brug af liturgiske farver
Farven på messehagelen er liturgiske farver efter årstiderne i kirkeåret; men det er ikke usædvanligt, at en kirke kun har én messehagel. Da bruges denne. De almindeligste farver er grøn, rød, hvid (gul) og violet. Nogle kirker har også en femte farve, sort. I katolske kirker findes sorte messehagler ikke, men derimod farven rosa.
Rød bruges 2. juledag og 1. og 2. pinsedag. Den bruges også på aposteldagen, som er 6. søndag efter pinse, og i Norge Olsok (Olav den helliges dødsdag 29. juli). Farven symboliserer blodet og ilden. I den katolske kirke bruges rød i pinsen, men også langfredag og ved martyrfester, hvor dagens faste farve kan tilsidesættes.
Gul (hvid) juleaften, 1. juledag, julesøndagen, nytårsaften, Maria bebudelsesdag, Skærtorsdag, 1. og 2. påskedag, 1.–6. søndag efter påske, samt på Kristi Himmelfart (2. torsdag før pinse) og Allehelgensdag. Farven symboliserer fest og glæde.
Violet bruges i advents- og fastetiden, samt på palmesøndag og bods- og bededag (4. fredag efter påske eller 26 dage efter påske). Farven symboliserer forberedelsen. I katolsk kirke kan violet bruges ved begravelser (i den protestantiske kirke bruges sort eller ingen messehagel).
Grøn bruges i Treenighedstiden (perioden mellem pinse og advent) og på Hellig tre konger (tiden mellem 1. nytårsdag og Septuagesima). Farven symboliserer håb, liv og vækst. Også i den katolske kirke er grøn messehagel den mest brugte, nemlig helligtrekonger og søndagene efter helligtrekonger og trinitatis og søndagene efter trinitatis.
Sort bruges kun på langfredag (og under begravelser), hvis kirken har en sort messehagel. Ellers bruges ingen messehagel. Farven symboliserer sorgen. I katolsk kirke findes sorte messehagler ikke; men på langfredag bruges rød messehagel og ved begravelser violet messehagel.
Rosa ved midfaste og midadvent bruges kun i den katolske kirke, men violet kan bruges i stedet.
Skibet Kirke mellem Bredsten og Vejle har et fuldt sæt på fem messehagler (hvid, rød, grøn, violet og sort) fremstillet i perioden 2012-17. I kirker uden sort messehagel må den sorte præstekjole stå alene på langfredag.